# آلتسناو این اونترفرانکن
آلتسناو این اونترفرانکن (Alzenau in Unterfranken) شهری است در ایالت بایرن آلمان.